# Yurgovuchia
Yurgovuchia doellingi
Genre
Espèce
Yurgovuchia est un genre éteint de dinosaures théropodes de la famille des droméosauridés. Il est connu à partir de restes fossiles retrouvés dans l'Utah, dans la formation géologique de Cedar Mountain, datée du Crétacé inférieur et vraisemblablement de l'étage Barrémien. Ce genre est représenté par une seule espèce, Yurgovuchia doellingi.
Selon une analyse phylogénétique effectuée par ses descripteurs, il s'agit d'un membre de la sous-famille des droméosaurinés, proche parent d'Achillobator, de Dromaeosaurus et d'Utahraptor.

## Découverte

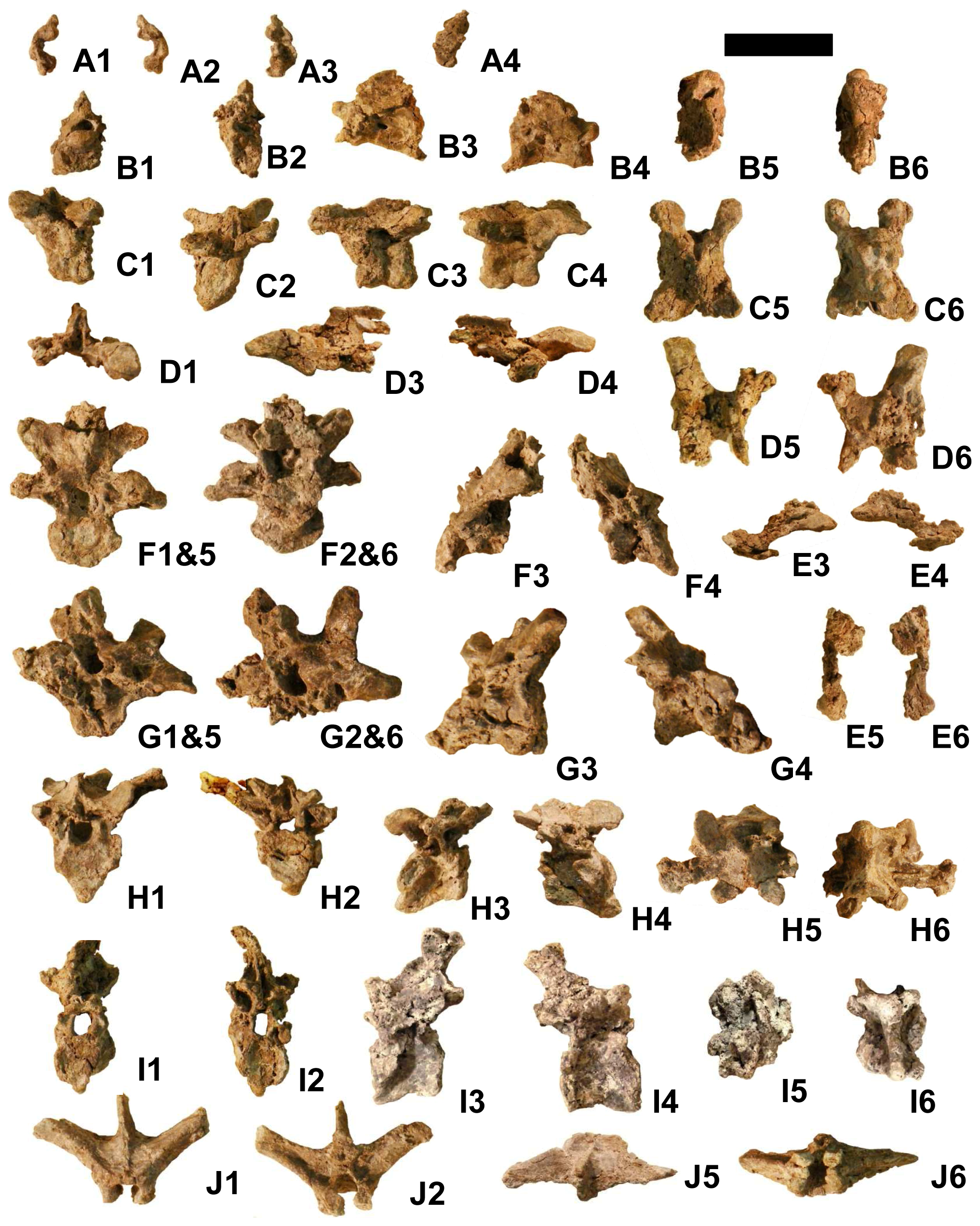
Vertèbres cervicales et dorsales du spécimen UMNH VP 20211.

Yurgovuchia n'est connu que par un spécimen constitué d'un squelette post-crânien très partiel. L'holotype, UMNH VP 20211, comprend des vertèbres cervicales, dorsales et caudales ainsi que l'extrémité proximale d'un pubis gauche. Il a été découvert par Donald D. DeBlieux en 2005, à Don's Place, dans le comté de Grand dans l'Utah. La découverte a été effectuée dans un lit à ossements situé dans la partie inférieure du Membre Yellow Cat de la Formation de Cedar Mountain. Cette partie de cette formation géologique est datée vraisemblablement du Barrémien (environ 130 à 125 millions d'années), étage du Crétacé inférieur,.
D'autres dinosaures sont également connus à Don's Place, comprenant Iguanacolossus du groupe des Ornithopodes, un ankylosaure polacanthiné et un droméosauridé de la sous-famille des Velociraptorinae. Ce nombreux autres théropodes du Membre Yellow Cat ont déjà été décrits, tels le thérizinosauroidé Falcarius et le petit prédateur troodontidé Geminiraptor dans la partie inférieure de cette unité lithostratigraphique, et le grand droméosauridé Utahraptor, le petit coelurosaurien Nedcolbertia et un eudromaeosaurien indéterminé provenant de la partie supérieure.

## Classification
Yurgovuchia a été classé parmi les Dromaeosaurinae, une sous-famille de droméosauridés. L'analyse phylogénétique de Phil Senter et ses collègues en 2012 le considère proche d'Utahraptor et d'Achillobator, deux représentants de grande taille de cette sous-famille, et de Dromaeosaurus. Le cladogramme suivant est issu de leur étude :
|  | Bambiraptor |
|  |             |

|  | Adasaurus                                                |
|  |                                                          |
|  | \| \| Tsaagan \| \| \| \| \| \| Velociraptor \| \| \| \| |
|  |                                                          |
|  | Tsaagan                                                  |
|  |                                                          |
|  | Velociraptor                                             |
|  |                                                          |

|  | Tsaagan      |
|  |              |
|  | Velociraptor |
|  |              |

|  | Deinonychus |
|  | |
|  | \| \| Achillobator \| \| \| \| \| \| Dromaeosaurus \| \| \| \| \| \| Utahraptor \| \| \| \| \| \| Yurgovuchia \| \| \| \| |
|  | |
|  | Achillobator |
|  | |
|  | Dromaeosaurus |
|  | |
|  | Utahraptor |
|  | |
|  | Yurgovuchia |
|  | |

|  | Achillobator  |
|  |               |
|  | Dromaeosaurus |
|  |               |
|  | Utahraptor    |
|  |               |
|  | Yurgovuchia   |
|  |               |

|  | Adasaurus                                                |
|  |                                                          |
|  | \| \| Tsaagan \| \| \| \| \| \| Velociraptor \| \| \| \| |
|  |                                                          |
|  | Tsaagan                                                  |
|  |                                                          |
|  | Velociraptor                                             |
|  |                                                          |

|  | Tsaagan      |
|  |              |
|  | Velociraptor |
|  |              |

|  | Deinonychus |
|  | |
|  | \| \| Achillobator \| \| \| \| \| \| Dromaeosaurus \| \| \| \| \| \| Utahraptor \| \| \| \| \| \| Yurgovuchia \| \| \| \| |
|  | |
|  | Achillobator |
|  | |
|  | Dromaeosaurus |
|  | |
|  | Utahraptor |
|  | |
|  | Yurgovuchia |
|  | |

|  | Achillobator  |
|  |               |
|  | Dromaeosaurus |
|  |               |
|  | Utahraptor    |
|  |               |
|  | Yurgovuchia   |
|  |               |

|  | Bambiraptor |
|  |             |

|  | Adasaurus                                                |
|  |                                                          |
|  | \| \| Tsaagan \| \| \| \| \| \| Velociraptor \| \| \| \| |
|  |                                                          |
|  | Tsaagan                                                  |
|  |                                                          |
|  | Velociraptor                                             |
|  |                                                          |

|  | Tsaagan      |
|  |              |
|  | Velociraptor |
|  |              |

|  | Deinonychus |
|  | |
|  | \| \| Achillobator \| \| \| \| \| \| Dromaeosaurus \| \| \| \| \| \| Utahraptor \| \| \| \| \| \| Yurgovuchia \| \| \| \| |
|  | |
|  | Achillobator |
|  | |
|  | Dromaeosaurus |
|  | |
|  | Utahraptor |
|  | |
|  | Yurgovuchia |
|  | |

|  | Achillobator  |
|  |               |
|  | Dromaeosaurus |
|  |               |
|  | Utahraptor    |
|  |               |
|  | Yurgovuchia   |
|  |               |

|  | Adasaurus                                                |
|  |                                                          |
|  | \| \| Tsaagan \| \| \| \| \| \| Velociraptor \| \| \| \| |
|  |                                                          |
|  | Tsaagan                                                  |
|  |                                                          |
|  | Velociraptor                                             |
|  |                                                          |

|  | Tsaagan      |
|  |              |
|  | Velociraptor |
|  |              |

|  | Deinonychus |
|  | |
|  | \| \| Achillobator \| \| \| \| \| \| Dromaeosaurus \| \| \| \| \| \| Utahraptor \| \| \| \| \| \| Yurgovuchia \| \| \| \| |
|  | |
|  | Achillobator |
|  | |
|  | Dromaeosaurus |
|  | |
|  | Utahraptor |
|  | |
|  | Yurgovuchia |
|  | |

|  | Achillobator  |
|  |               |
|  | Dromaeosaurus |
|  |               |
|  | Utahraptor    |
|  |               |
|  | Yurgovuchia   |
|  |               |